# 1695 en santé et médecine
| Années de la santé et de la médecine : 1692 - 1693 - 1694 - 1695 - 1696 - 1697 - 1698    |
| Décennies de la santé et de la médecine : 1660 - 1670 - 1680 - 1690 - 1700 - 1710 - 1720 |

Cet article présente les faits marquants de l'année 1695 en santé et médecine.

## Événements
- La maison-Dieu de Croutelle, attestée depuis 1276[1], est réunie à l'hôtel-Dieu de Poitiers[2].